# Língua marba
Marba é uma língua Afro Asiática usada por cerca de 150 mil pessoas da etnia Azumina no Chade É também o nome de dos grupos dessa etnia.

## Origem
A origem de Marba é historicamente desconhecida: nenhum documento antigo explica sua origem. No entanto, Christian Seignobos registrou que a Marba migrou através do [Rio Logone] no início do século XX (texto em língua francesa:
Les migrations gumay ont été, en revanche, quelque peu bousculées par le passage du Logone, au Sud, de colonies marba et langue musey, toujours plus nombreuses. Au début de la période coloniale, les Marba Gogor, aprés leurs démêlés avec le chef Azina Kolon, ont en effet traversé le Logon]et les Musey les ont suivis. Faisant irruption dans le no man’s land dégagé par les Kwang, alors en repli devant les Masa à Vabolo et Kunsul, Marba et Musey ont agrandi le passage entre Kwang et Masa, allant jusqu’à coloniser les abords de la piste Bongor-Gelendeng. Les fronts pionniers masa avancent moins vite que les colonies marba-musey, disposant du poney. De tradition guerrière, Marba et Musey suscitent encore la crainte. Aussi les Kwang lâchent-ils pied devant eux et gagnent de leur côté le Chari, alors que les Masa ne progressent plus dans cette région. L’interférence marba-musey avec la remontée masa a fait s’infléchir le couloir de migration de ces derniers en direction des Munjuk, au Nord, ce qui complique encore une carte ethnique déjà passablement bigarrée dans cette région de l’interfluve Chari - Logone.
Em Português teremos:

 As migrações de Gumay foram, no entanto, um pouco desviadas pela passagem de Logone, no sul, de colônias de Marba e Musey, cada vez mais numerosas. No início do período colonial, o Marba Gogor, após sua separação do chefe Azina Kolon, atravessou o Logone e o Musey seguiu-os. Estourando na "terra de ninguém" liberada pelos Kwang, em seguida, recuando diante do Masa para Vabolo e Kunsul, os Marba e Musey expandiram a brecha entre os Kwang e os Masa, colonizando até a área ao redor da faixa  Gongor-Gelendeng. As frentes pioneiras da Masa avançaram mais lentamente que as colônias de Marba-Musey, com o pônei. De uma herança guerreira, a Marba e o Musey ainda são temidos. Também os Kwang deixaram-nos andar na frente deles e ganharam seu lado do Chari, enquanto o Masa não avançou mais nesta região. A interferência Marba-Musey da ascensão do Masa refreou o corredor de migração deste último na direção do Munjuk, para o norte, complicando ainda mais um mapa étnico já bastante irregular nesta região entre os rios Logone e Chari. 
As lendas atuais explicam a etimologia de Marba de várias maneiras, como segue:
- Um homem saiu caçando e pegou algum jogo. Ele compartilhou a carne com seus irmãos, mas não seu pai. O pai reclamou que ele tinha sido deixado de fora, ou seja, "Mar-ba", onde "mar" significa esquecer e "ba" significa pai
- Marba foi o ancestral do grupo de pessoas Marba. Os nomes dos Marba clãs vêm dos nomes de seus filhos.

Dada a prática de nomear pessoas após eventos, essas duas lendas não são necessariamente mutuamente exclusivas. Por outro lado, podem ser mais mitos do que lendas.

## Origem do nome
A etimologia de Azumeina é historicamente desconhecida.
Em 1969, Robert Price escreveu: “Os franceses conhecem esta tribo como as Bananas ou a Banana Marba, mas as pessoas se chamam de Azumeina. Em Azumeina, Banana significa "meu amigo" e Marba é um clã da Azumeina! Naturalmente, as pessoas queriam ser chamadas pelo nome correto.”
Ho Ho
"Ho Ho" refere-se à prática tradicional de comunicação em distâncias gritando o som "ho" no tom das palavras relevantes. A língua Marba tem três tons.

## Geografia
Três etnias chamadas Azumeinas falam o Marba:
- Marba
- Kolon (Koloŋ, Kolong)
- Leou (ou Léo).

### Variações geográficas
Marba falada é frequentemente misturada com algumas palavras da língua hauçá do árabe chadiano. No entanto, as variações geográficas do próprio Marba são pouco significativas o suficiente para serem chamadas de dialetos distintos assim definíveis pelo seu vocabulário, gramática e pronúncia. Quando uma distinção só pode ser feita em termos de pronúncia, o termo dialeto por sotaque pode ser preferido em relação ao dialeto. Há pouca diferença na Marba falada pelos povos Marba e Kolon. As diferenças de fala entre as tribos Marba e Kolon, por um lado, e a tribo Leou, por outro lado, estão mais relacionadas à pronúncia do que à gramática ou ao vocabulário. Essa diferença afeta principalmente algumas vogais.
As pessoas que moram na periferia da área de língua Marba misturam as palavras de Marba com palavras das línguas vizinhas. Isso ocorre, por exemplo, na área de Musey, cada vez mais quando se viaja de Leou em direção a Pala (Chade), Gounou Gaya e Fianga.

### Azumeina vs Marba
Os povos Azumeina agora preferem chamar sua língua Marba.
No entanto, quando sua linguagem começou a ser escrita nas décadas de 1950 e 1960, a linguagem era às vezes chamada de Azumeina. O clãs Kolon e Leou não se vêem como etnicamente Marba, ou seja, não fazem parte do povos Marba, apesar de compartilharem uma língua comum. Essa abordagem tem a vantagem de evitar a ambiguidade entre o grupo de pessoas Marba e o grupo mais amplo de falantes da língua comum.
Marba é agora geralmente aceita pelos Azumeina como o nome da sua língua comum. Essa abordagem simplifica a discussão sobre as variações de idioma nas regiões de fronteira porque podem ser explicadas mais facilmente em termos de mistura de idiomas. Uma desvantagem dessa visão é a potencial ambigüidade do termo Marba entre o grupo de pessoas Marba e o grupo mais amplo de povos Azumeina de língua marba.
A transição para a nova abordagem é ilustrada no seguinte cronograma:
- Um léxico publicado por Colin Price em 1968 foi intitulado " Dicionário Azumeina - Inglês"
- Bíblia Sagrada publicada pela “Alliance Biblique du Tchad” em 1999 com sub-título La Sainte Bible en langue Azumeina.
- A sexta edição do livro de hinos Azumeina, publicado em dezembro de 2014 pelo comitê de tradução da língua Marba, continha o subtítulo francês “Cantiques en langue Marba”.[3]

### Clãs e nomes
Cada um desses grupos de pessoas compreende várias clãs. O nome de um clã é muitas vezes o mesmo que o nome da aldeia ou município como observado nas tabelas a seguir. Na internet, Kolon é, por vezes, escrito como Kulung.
A língua Marba é a principal nativa para Tandjilé Oeste, um dos três departamentos na Região de Tandjilé, de Tadjilé do Sudoeste, os outros são Tandjilé Centro e Tandjilé Leste; também na sub-prefeitura de Leou-Mbassa no departamento de Kabbia e na região Mayo-Kebbi Leste.

Uma grafias alternativas não preferidas é Maraba. Historicamente, a língua às vezes foi chamada Azumeina. Banana, Bananna e Ho Ho, que foram por vezes utilizadas durante a época da administração francesa, mas caíram em desuso.
Muitos Azumeinas vivem hoje fora da área tradicional. Há uma significanta comunidade de falantes Marba em Jamena e nos arredores de  Kouroup ao norte de Koyom no departamento de Mayo-Boneye, região de Mayo-Kebbi Leste

## Falantes
Clãs que falam Marba no Chade:
| Nome do clã                                            | Local (sous-préfecture) |
| ------------------------------------------------------ | ----------------------- |
| Gogor ( Inclui os sub-clãs Damndou, Gandron e Kakraou) | Baktchoro               |
| Tchiré ( inclui os Tchiré Orgui e Tchiré Magoumei )    | Baktchoro               |
| Kolobeye                                               | Baktchoro               |
| Méguiné                                                | Bagaye e Mésmé          |
| Monogoye                                               | Mésmé                   |
| Koureye                                                | Baktchoro               |
| Dih (Dí)                                               | Baktchoro               |
| Bagaye                                                 | Bagaye                  |
| Kandja                                                 | Baktchoro               |

Clãs Kolon
| Nome do clã | Local (sous-préfecture)                                      |
| ----------- | ------------------------------------------------------------ |
| tba         | Kolon: oeste de Dadji e Massang e norte da estrada Kelo-Béré |

Clãs Leou clãs
| Nome of clã | Local (sous-préfecture) |
| ----------- | --- |
| tba         | Região of Mayo-Kebbi Leste: - Departamento de Kabbia Leou-Mbassa sous-préfecture) - Sudoeste do departamento de Mont D’Illi |

Clãs Musey que usam língua Marba
Os seguinte clãs que usam primariamente as línguas Musey (Moussey) também usam o Marba:
| Nome do clã | Local (sous-préfecture)                                      |
| ----------- | ------------------------------------------------------------ |
| Domo        | Sous-préfecture de Leou-Mbassa na região de Mayo-Kebbi Leste |
| Djarau      |                                                              |
| Gamé        |                                                              |

## Ortografia e fonética

#### Ortografia
A implementação do Unicode numa ampla gama de softwares de computador no início dos anos 2000 facilitou o uso das letras (grafemas) da língua.
Em 2009, o governo do Chade especificou o conjunto de caracteres para uso para as línguas do país.
Além das letras usadas anteriormente, a sexta edição do livro de hinos cristãos Marba publicado em 2014:
- Simplificou a ortografia de alguns fonemas consonantais adicionando novas letras (consulte a Tabela 2)
- Incluiu vogais adicionais Ə ə (U + 018A, 0259) e Ɨ ɨ (U + 0197, 0268)
- Incluiu o til para indicar vogais nasais em vez do circunflexo, que é a notação linguística preferida para a nasalização.

Tabela 1: Ortografia de consoantes usadas antes de 2000 em comparação com a edição de 2014 do livro Marba.
| Categoria         | Tipo                               | Surda                   | Sonora         | Implosiva                      |
| ----------------- | ---------------------------------- | ----------------------- | -------------- | ------------------------------ |
| Oclusiva aspirada | Bilabial                           | p                       | b              | b’→Ɓ ɓ (U+0181, U+0253)        |
|                   | Dental                             | t                       | d              | d’→Ɗ ɗ (U+018A, U+0257)        |
|                   | Velar                              | k                       | g              | ’V→Ɦ, ɦ (U+A7AA, U+0266) (tbc) |
| Fricativa         | Labio-dental                       | f                       | v              | -                              |
|                   | Lâmina ligual no alvéolo (laminar) | s                       | z              | -                              |
|                   | Alveolar-dental distribuída        | tch→c                   | dj             | -                              |
|                   | Dental distribuída                 | hl                      | zl             | -                              |
|                   | Lateral aspirada                   | h                       | -              | -                              |
| Líquidas          | Alveolar lateral                   | -                       | l              | -                              |
|                   | Alveolar vibrante                  | r                       | r              | -                              |
| Semivogais        |                                    | w                       | y              | -                              |
| Nasais            | Bilabial                           | m                       | mb             | -                              |
|                   | Alveolar/dental                    | n                       | nb             | -                              |
|                   | Velar (antes ano 2000)             | - ngV ng (n)            | ndj ngV (ng) - |                                |
|                   | Velar (normal)                     | ng→Ŋ ŋ (U+014A, U+014B) |                | -                              |

Caracters em uso:
- Tabela 2 Consoantes
- Tabela 3 Vogais
- Tabela 4 Vogal tonal e marcas de pronúncia
- Tabela 5 Marcas de pontuação

Tabela 2 Caracteres de consoantes com identificação em códigos Unicode (U+0000)
| B | Ɓ   | C | D | Ɗ   | F | G | H | *    | J | K |
| - | --- | - | - | --- | - | - | - | ---- | - | - |
|   | 181 |   |   | 18A |   |   |   | A7AA |   |   |
| b | ɓ   | c | d | ɗ   | f | g | h | ɦ    | j | k |
|   | 253 |   |   | 257 |   |   |   | 266  |   |   |

| L | M | N | *   | P | R | S | T | V | W | Z |
| - | - | - | --- | - | - | - | - | - | - | - |
|   |   |   | 14A |   |   |   |   |   |   |   |
| l | m | n | ŋ   | p | r | s | t | v | w | z |
|   |   |   | 14B |   |   |   |   |   |   |   |

Tabela 3 Caracteres vogais com códigos Unicode (U+0000)
| A | Ã  | *  | E | *    | *   | I | *   | Ï  | Ɨ   | O | *  | U | *   |
| - | -- | -- | - | ---- | --- | - | --- | -- | --- | - | -- | - | --- |
|   | C3 | C4 |   | 1EBC | 18F |   | 128 | CF | 197 |   | D5 |   | 168 |
| a | ã  | ä  | e | ẽ    | ə   | i | ĩ   | ï  | ɨ   | o | õ  | u | ũ   |
|   | E3 | E4 |   | 1EBD | 259 |   | 129 | EF | 268 |   | F5 |   | 169 |

Tabela 4 Tons de vogais e marcas de pronúncia com códigos Unicode U+0000
| Á  | *  | *  | *  |     |
| -- | -- | -- | -- | --- |
| C1 | C0 | CC | DA |     |
| á  | à  | ì  | ú  | ʼ   |
| E1 | E0 | EC | FA | 2BC |

Notas:
- (U+02BC) indica que duas vogais adjacentes são separadas em 2 sons com uma ligeira pausa entre eles.
- Maiúsculas com * são usadas para escrita de “all-caps”,exemplo – títulos de textos.

Tabela 5 Marcas de pontuação com códigos Unicode U+0000
'
| !  | ,  | .  | …  | ?  |
| -- | -- | -- | -- | -- |
| 21 | 2C | 2E | 3A | 3F |

## Lingüística

### Levantamento histórico do trabalho linguístico
A língua Marba teve durante o século XX uma escrita por representantes dos povos Azumeina com o apoio das Assembleias Chrétiennes au Tchad, da Igreja Católica Romana, das Sociedades Bíblicas Unidas, da SIL e de outras organizações. Isso foi visto como um meio de melhorar a vida, preservar a cultura Azumeina e facilitar a educação e a prosperidade.
Entre 1920 e 1950, vários indivíduos compilaram listas de palavras. Por exemplo, Johannes Lukas publicou informações sobre Marba em 1937, incluindo tal lista.
Em 1959, representantes das Assemblées Chrétiennes au Tchad publicaram e imprimiram o primeiro livro da língua Marba.Esse continha 25 hinos e algumas passagens da Bíblia Sagrada, ou seja, a oração do Pai Nosso, os Dez Mandamentos, João 3:16 e Romanos 3:23..  O livro de hinos foi expandido ao longo do tempo com várias reimpressões.
Em meados da década de 1960, a equipe de promoção e tradução da língua Marba finalizou uma ortografia baseada em um questionário enviado a quase 500 leitores de Marba. Esta ortografia foi usada para os primeiros livros completos da Bíblia Sagrada, ou seja, Marcos e Efésios. Estes foram publicados pela American Bible Society em 1967.ref name=":PriceC-1994" />
Colin Price mostrou seu aprendizado num léxico de 500 páginas “Azumeina-Inglês” publicado em 1968.  Working separately, Franco Nicola published a lexicon in 1970.
A primeira edição do Novo Testamento completo foi publicada na Inglaterra pela Sociedade Bíblica (UBS) em 1978, com o apoio das Assembleias Chrétiennes au Tchad e da Igreja Católica Romana. A Bíblia Sagrada, tanto o Antigo como o Novo Testamento, foi inicialmente preparada pela Sociedade Bíblica da UBS nos Camarões (Alliance Biblique du Cameroun) em 1994, but was published by the UBS Bible Society in Chad (Alliance Biblique du Tchad) in 1999.

### Princípios ortográficos
Os princípios ortográficos finalizados na década de 1960 permaneceram geralmente os mesmos até AD 2000. Eles eram os seguintes:
- Deve ser capaz de ser digitado em uma máquina de escrever francesa
- Cartas (grafemas) devem ser escritas de maneira semelhante ao francês para minimizar o aprendizado adicional, com a exceção de que "você" foi escrito "u" em Marba para simplificar os clusters de vogais. Isso porque o francês é uma das duas línguas nacionais oficiais do Chade e era a língua escrita do meio.
- Os tons devem ser indicados apenas para evitar ambigüidade com outra palavra, porque os falantes de primeira língua conhecem os tons.

Essa ortografia pode ser vista online.
Fonemas e tons vocálicos;
Marba tem três tons. Sujeitos aos princípios ortográficos acima, as vogais a, e, i, o e u foram anotadas como segue em ordem de precedência: diérese ̈ para vogais longas, circunflexa ̂ para vogais nasais, aguda ́ para tons altos, grave ̀ para tons baixos, tons médios desmarcados.
O apóstrofo 'indicava:
- Duas vogais adjacentes pronunciadas como fonemas separados (ou seja, não ditongos)
- Consoantes plosivas, como explicado abaixo.

Fonemas consonantais
As consoantes foram escritas conforme observado na Tabela da Ortografia
Pontuação
Aspas não foram usadas. Discurso foi relatado; discurso direto não foi utilizado. Por exemplo, Ele disse:  Eu comi o arroz .  Foi escrito  Ele disse que comeu o arroz .
Ponto final, pontos de interrogação, dois-pontos e ponto-e-vírgula foram usados de maneira similar ao francês (e ao inglês).

## Amostra de texto
Abumi ma sä akulona, ar suma pet a suburuŋ simiyẽŋũ. Ar aŋ mba á te leu maŋa yam andagaɗa. Ar suma a le min maŋa yam andagaɗa ɗigi a ŋa lat sä akulo na mi. Aŋ hami ini te mami ma burã ki burĩna. Ar aŋ vat huruŋ ŋei yam co mamiɗa ɗigi ami ŋa vaɗami hurumi woi yam suma a ŋa lami coɗina na mi. Ar aŋ imi kur kuka ɗi, wani aŋ paɗami woi abo Ma cona. Leuɗa, aɗeŋa ki subura ni maŋa gak didin. Amin.